# Salarjevo (metropolitana di Mosca)
Salarjevo (in russo Саларьево?) è una stazione della Metropolitana di Mosca situata sulla Linea Sokol'ničeskaja, nell'insediamento di Novomoskovsk, oltre la MKAD. A seguito della sua inaugurazione nel 2016 è diventata la 200ª stazione della metropolitana di Mosca